# Goxwiller
Goxwiller (deutsch Goxweiler, elsässisch Gogsch’willer) ist eine französische Gemeinde mit 835 Einwohnern (1. Januar 2021) im Département Bas-Rhin in der Region Grand Est (bis 2015 Elsass). Sie gehört zum Arrondissement Sélestat-Erstein und zum Kanton Obernai.

## Geografie
Die Gemeinde Goxwiller liegt etwa drei Kilometer südlich von Obernai und 23 Kilometer südwestlich von Straßburg am Rande der Vogesen. Die unmittelbare Umgebung des Dorfes ist durch den Weinanbau geprägt.
Nachbargemeinden von Goxwiller sind Obernai im Norden, Niedernai im Nordosten, Valff im Südosten, Bourgheim im Süden sowie Heiligenstein im Südwesten.

## Geschichte

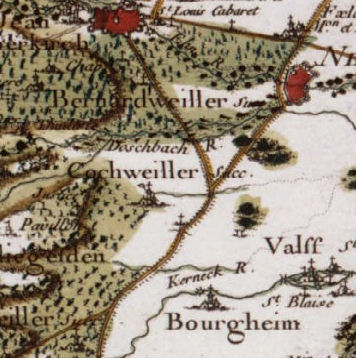
Goxwiller als Cochweiller auf einer Karte aus dem 18. Jahrhundert

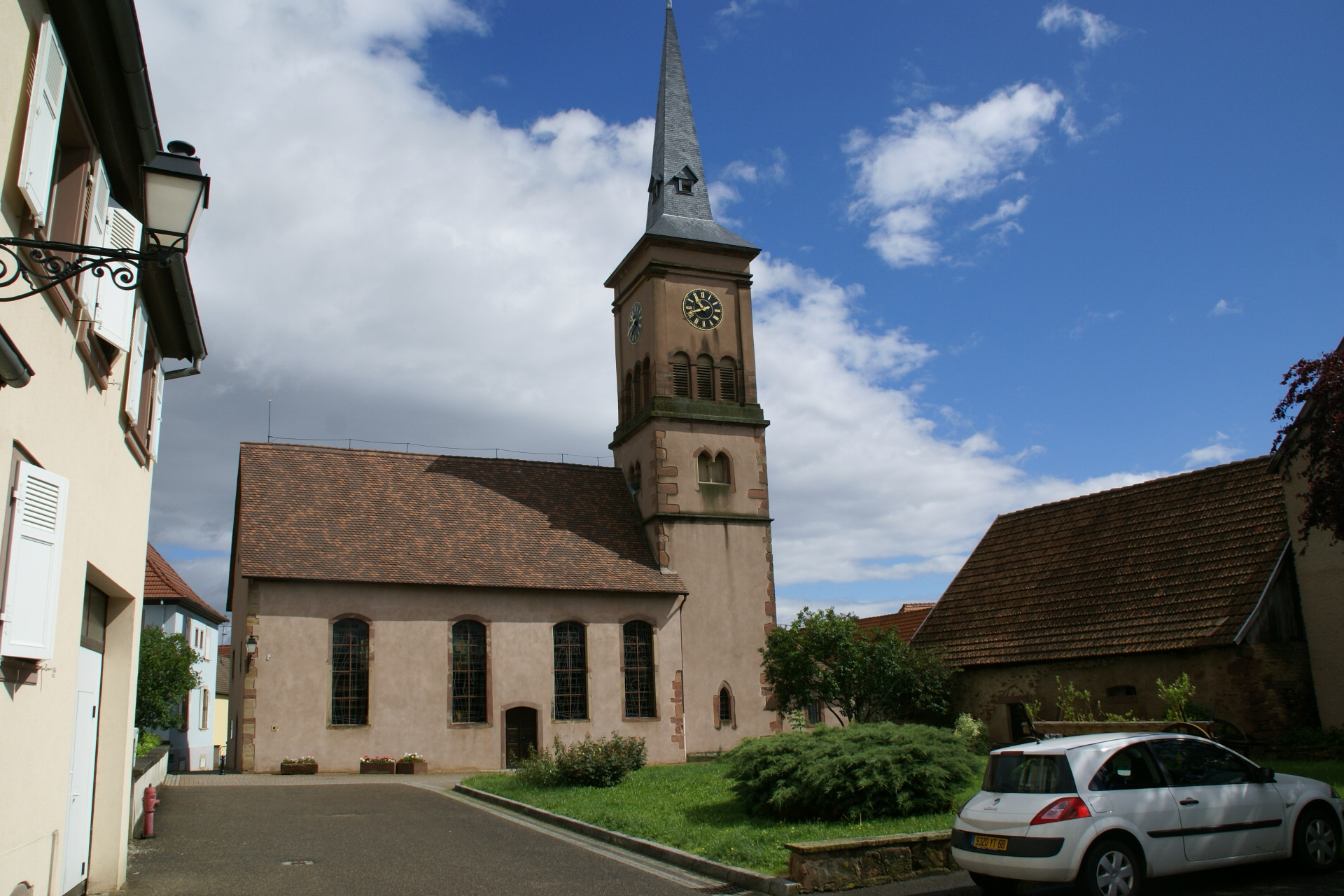
Kirche Saint-Jean

Goxweiler wurde 920 erstmals erwähnt. Es gehörte bis 1522 zu verschiedenen Abteien, wie der von Niedermünster. Bis zur Französischen Revolution war die Gemeinde dann der Stadt Straßburg unterstellt. Im 19. Jahrhundert ersetzte der Weinbau immer mehr Ackerbau und Viehzucht.
Von 1871 bis zum Ende des Ersten Weltkrieges gehörte Goxweiler als Teil des Reichslandes Elsaß-Lothringen zum Deutschen Reich und war dem Kreis Erstein im Bezirk Unterelsaß zugeordnet.

### Bevölkerungsentwicklung
| Jahr      | 1910 | 1962 | 1968 | 1975 | 1982 | 1990 | 1999 | 2006 | 2017 |
| Einwohner | 638  | 496  | 547  | 635  | 664  | 669  | 733  | 778  | 845  |

## Kultur und Sehenswürdigkeiten
Goxwiller war ursprünglich ein Straßendorf, das überwiegend aus Winzer- und Bauernhäusern bestand. Im Dorf befinden sich sechs Ziehbrunnen (davon zwei aus dem 16. Jahrhundert) und eine Bäckerei aus dem 17. Jahrhundert (142, rue Principale). Die Bäckerei war bis zum Ende des 19. Jahrhunderts in Betrieb und wurde danach als Wohnhaus benutzt. Als sie Ende des 20. Jahrhunderts zu verfallen drohte, wurde sie schließlich von der Gemeinde gekauft, restauriert und in ein Gemeinschaftshaus umgewandelt. Das Feuer im Ofen wird bei lokalen Feierlichkeiten wieder angezündet, um Brot und Flammkuchen zu backen. Auch die dort untergebrachte Weinpresse aus dem Jahre 1669 kann dann besichtigt werden. 
In der Kirche St-Jean, deren Chorturm teilweise bereits aus gotischer Zeit stammt, befindet sich eine Orgel von Johann-Conrad Sauer aus dem Jahre 1811. Außerdem beherbergt die Kirche zwei Fresken aus dem 15. Jahrhundert, die St. Antonius und St. Christophorus darstellen.

## Verkehr
Goxwiller liegt an der Bahnstrecke Sélestat–Saverne und hat Anbindungen mit TER-Zügen an Strasbourg und Sélestat. Der Bahnhof wurde in den 1980er-Jahren abgerissen und durch einen Haltepunkt mit Unterstand ersetzt.
Die Nationalstraße 422 streift in ihrem Verlauf zwischen Straßburg und Sélestat die Gemeinde. Wenige 100 Meter östlich des Ortes verläuft die Autobahn A 35. Goxwiller ist über die Ausfahrt Nr. 12 an diese angebunden.

## Persönlichkeiten
- Von 1963 bis zu ihrem Tod 2001 lebte die Malerin Hélène de Beauvoir, die Schwester von Simone de Beauvoir, in einem ehemaligen Winzerhaus in Goxwiller.
- Der französische Architekt Jacques Albert Brion wurde am 8. Juni 1843 in Goxwiller geboren († 1910 in Straßburg).
- Johann Friedrich Ruopp (* Februar 1672 in Straßburg; † 26. Mai 1708 in Halle an der Saale) war ein elsässischer Kirchenliederdichter und Pfarrer. Er wirkte von 1702 bis 1705 in Goxwiller. In dieser Zeit gab er anonym ein Liederbuch heraus. Wegen seiner theologischen Nähe zum Pietismus wurde er aus dem Pfarrdienst in Goxwiller entlassen.